# Лаймъяла (волость)
Лаймъяла (эст. Laimjala) — бывшая волость в Эстонии, в составе уезда Сааремаа. В ходе административно-территориальной реформы 2017 года все 12 самоуправлений на острове Сааремаа были объединены в единое самоуправление — волость Сааремаа.

## Положение
Площадь волости — 116 км², численность населения на 1 января 2006 года составляла 793 человек.
Административный центр волости — деревня Лаймъяла. Помимо этого, на территории волости находятся ещё 23 деревни.

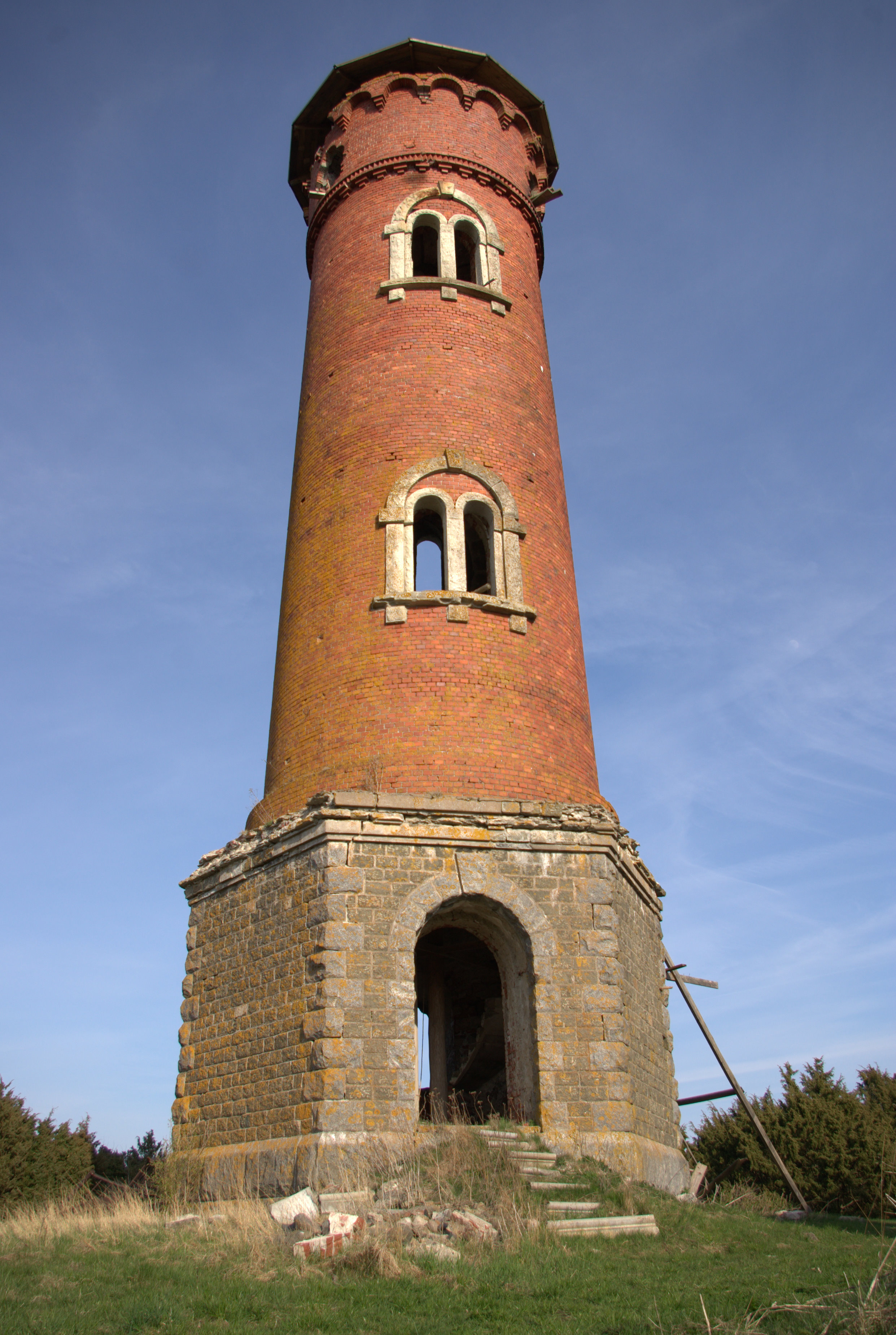
Маяк Лайдунина
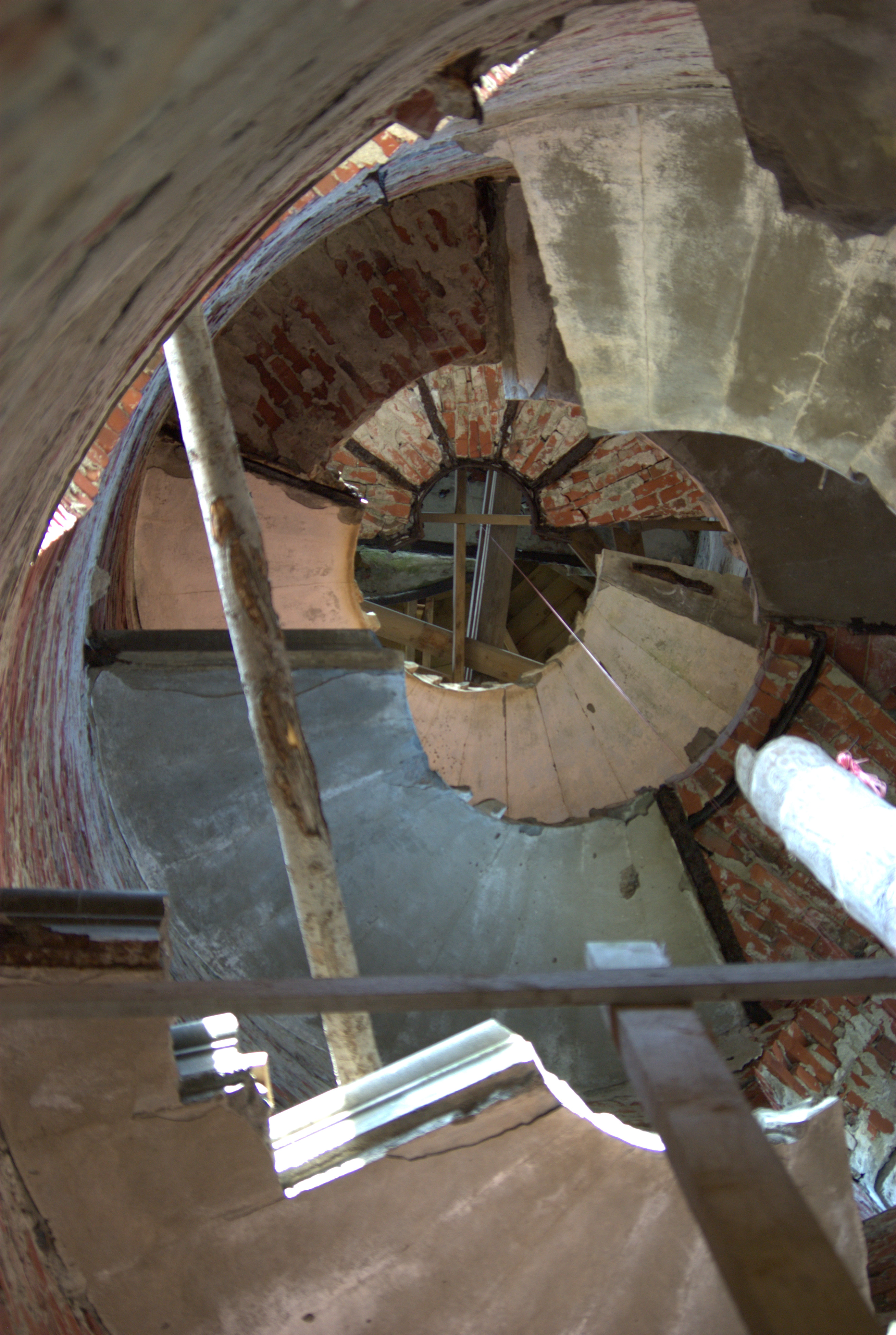
Внутри маяка
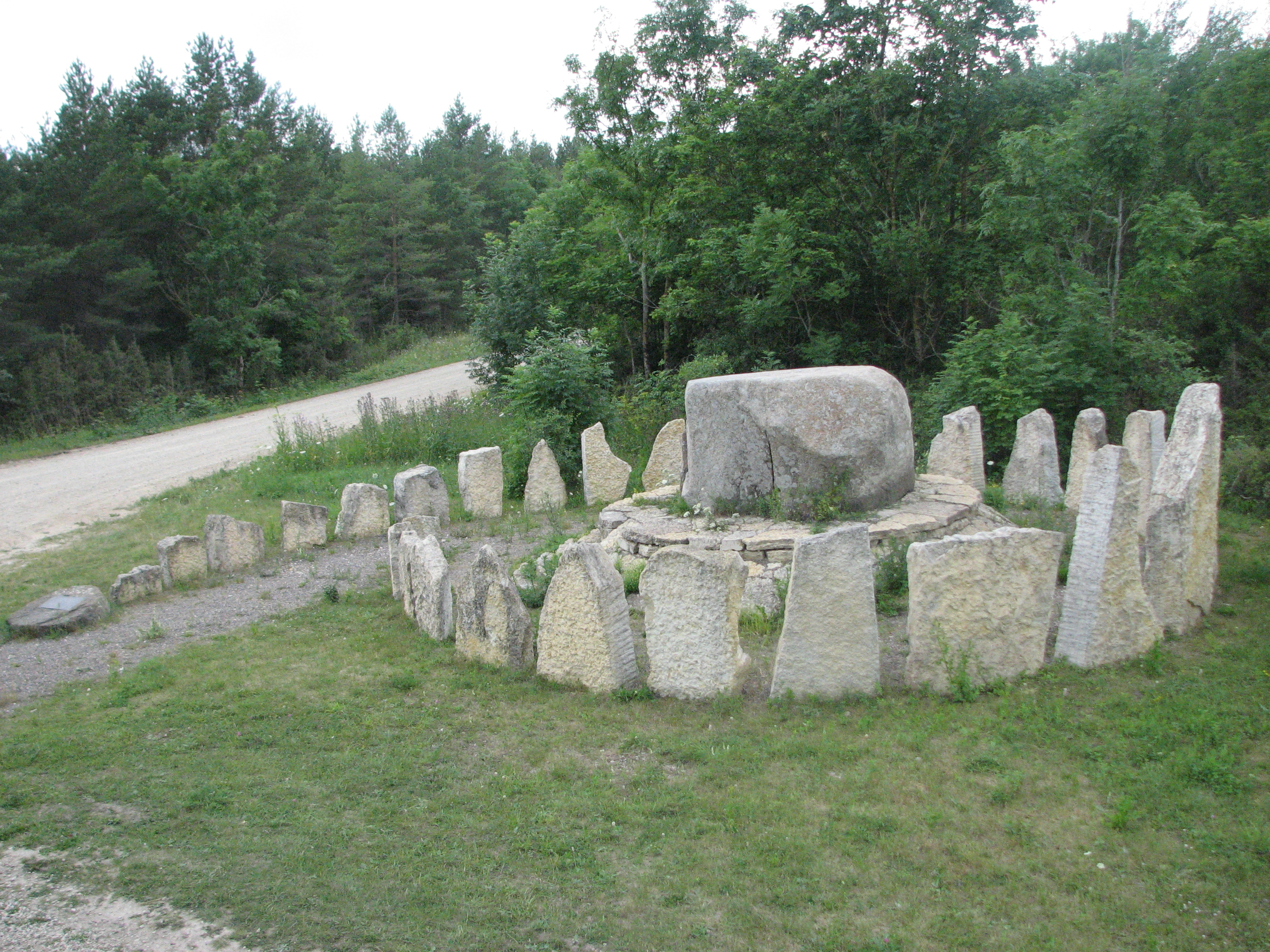
Камень Блеста